# Filme de Amor (filme)
Filme de Amor é um longa-metragem brasileiro, lançado em circulação no ano de 2003. Foi criado e dirigido por Júlio Bressane;

## Sinopse
Em Filme de Amor, Júlio Bressane coloca em cena o mito da três graças – o Amor, A Beleza e o Prazer, onde duas mulheres e um homem dão um intervalo em suas vidas de cotidiano medíocre para um hiato de alegria, paixão, libertação e transcedência. No mito original são três mulheres, Tália, Abgail e Eufrosina, mas Bressane optou por escalar um homem levando em conta esses “novos tempos híbridos e heterogêneos”; e no filme eles encarnam os personagens Hilda, Matilda e Gaspar sob a lente Bressaniana.
São três amigos que vivem no subúrbio e que decidem se encontrar em um pequeno apartamento num final de semana, com o objetivo de beber, conversar, sentir prazer e, principalmente, estarem juntos. Lá eles entram num estado de sonho, devido à embriaguez, que os leva a esquecer o que ocorre fora do apartamento.

## Elenco
- Josie Antello - Matilda
- Bel Garcia - Hilda
- Fernando Eiras - Gaspar